# 东工人镇街道
东工人镇街道，是中华人民共和国河南省平顶山市卫东区下辖的一个乡镇级行政单位。

## 行政区划
东工人镇街道下辖以下地区：
东联社区、东湖社区、花园社区和吕庄村。